# Antiblemma ignifera
Antiblemma ignifera là một loài bướm đêm trong họ Erebidae.